# Liste der Verwaltungsbezirke von Buenos Aires
Die argentinische Hauptstadt Buenos Aires hat 48 Stadtteile, die zu 15 Verwaltungsbezirken zusammengefasst sind, sog. Centro de Gestión y Participación Comunal (CGPC), ehemals Centro de Gestión y Participación. Es handelt sich dabei um dezentrale Verwaltungseinheiten, in denen verschiedene Verwaltungsaufgaben erledigt werden können, sie bieten soziale Dienstleistungen an und sie sind für kulturelle Aktivitäten ihres Bezirks zuständig. In der Stadt Córdoba heißen diese Einrichtungen Centros de Participación Comunal.
Die CGPCs werden tätig sein, bis die Einrichtung der sog. Comunas (Stadtbezirke) abgeschlossen sein wird. Gemäß dem Gesetz Nr. 1.777 vom 1. September 2005 sollte die Umwandlung bis zum 31. Mai 2007 erfolgt sein. Derzeit (Mai 2010) ist jedoch der Vollzug nicht abzusehen.

Aufteilung der CGPCs und zukünftigen Comunas

## Zentren
Die Verteilung der Zentren ist die gleiche wie für die zukünftigen Comunas. Grundlage ist das Gesetz Nr. 1.777 der Stadt Buenos Aires.
- C1: Retiro, San Nicolás, Puerto Madero, San Telmo, Montserrat und Constitución
- C2: Recoleta
- C3: San Cristóbal und Balvanera
- C4: La Boca, Barracas, Parque Patricios und Nueva Pompeya
- C5: Almagro und Boedo
- C6: Caballito
- C7: Flores und Parque Chacabuco
- C8: Villa Soldati, Villa Riachuelo und Villa Lugano
- C9: Parque Avellaneda, Liniers und Mataderos
- C10: Villa Real, Monte Castro, Versalles, Floresta, Vélez Sársfield und Villa Luro
- C11: Villa General Mitre, Villa Devoto, Villa del Parque und Villa Santa Rita
- C12: Coghlan, Saavedra, Villa Urquiza und Villa Pueyrredón
- C13: Belgrano, Núñez und Colegiales
- C14: Palermo
- C15: Chacarita, Villa Crespo, La Paternal, Villa Ortúzar, Agronomía und Parque Chas